# NBA50周年記念オールタイムチーム
NBA50周年記念オールタイムチームは、アメリカ合衆国のプロバスケットボールリーグNBAの創設50周年を記念して1996年10月29日に選出された50人の偉大な選手、10人の偉大なヘッドコーチ、NBA史における10の偉大なチームである。

## 偉大な選手
(*)：1996-97シーズン時点の現役選手
センター
- ジョージ・マイカン
- ビル・ラッセル
- ウィルト・チェンバレン
- ネイト・サーモンド
- ウィリス・リード
- ウェス・アンセルド
- カリーム・アブドゥル＝ジャバー
- デイブ・コーウェンス
- ビル・ウォルトン
- モーゼス・マローン
- ロバート・パリッシュ*
- アキーム・オラジュワン*
- パトリック・ユーイング*
- デビッド・ロビンソン*
- シャキール・オニール*

フォワード
- ドルフ・シェイズ
- ポール・アリジン
- ボブ・ペティット
- エルジン・ベイラー
- デイブ・ディバッシャー
- ジョン・ハブリチェック
- ジェリー・ルーカス
- ビリー・カニンガム
- リック・バリー
- エルヴィン・ヘイズ
- ジュリアス・アービング
- ラリー・バード
- ケビン・マクヘイル
- ジェームズ・ウォージー
- チャールズ・バークレー*
- カール・マローン*
- スコッティ・ピッペン*

ガード
- ボブ・クージー
- ビル・シャーマン
- サム・ジョーンズ
- ハル・グリア
- オスカー・ロバートソン
- ジェリー・ウェスト
- レニー・ウィルケンズ
- デイブ・ビン
- ウォルト・フレイジャー
- アール・モンロー
- ピート・マラビッチ
- ネイト・アーチボルド
- ジョージ・ガービン
- マジック・ジョンソン
- アイザイア・トーマス
- クライド・ドレクスラー*
- ジョン・ストックトン*
- マイケル・ジョーダン*

## 偉大なヘッドコーチ
- ジョン・クンドラ
- レッド・アワーバック
- レッド・ホルツマン
- ジャック・ラムジー
- レニー・ウィルケンズ
- ビル・フィッチ
- ドン・ネルソン
- チャック・デイリー
- パット・ライリー
- フィル・ジャクソン

## 偉大なチーム
- 1964-1965　ボストン・セルティックス　62勝18敗
- 1966-1967　フィラデルフィア・76ers　68勝13敗
- 1969-1970　ニューヨーク・ニックス　60勝22敗
- 1971-1972　ロサンゼルス・レイカーズ　69勝13敗
- 1982-1983　フィラデルフィア・76ers　65勝17敗
- 1985-1986　ボストン・セルティックス　67勝15敗
- 1986-1987　ロサンゼルス・レイカーズ　65勝17敗
- 1988-1989　デトロイト・ピストンズ　63勝19敗
- 1991-1992　シカゴ・ブルズ　67勝15敗
- 1995-1996　シカゴ・ブルズ　72勝10敗